# لا لیگا ۳۴–۱۹۳۳
لا لیگا ۳۴–۱۹۳۳ از ۵ نوامبر ۱۹۳۳ آغاز شد و در ۴ مارس ۱۹۳۴ به پایان رسید.
اتلتیک بیلبائو پس از گذشت دو فصل از آخرین قهرمانی، برای سومین بار این عنوان را بدست آورد. باشگاه فوتبال رئال اویدو اولین حضور خود در لالیگا را در این فصل تجربه کرد. به دلیل گسترش لیگ به دوازده تیم، در پایان این فصل تیمی به دسته دوم سقوط نکرد.

### جایزه پیچیچی

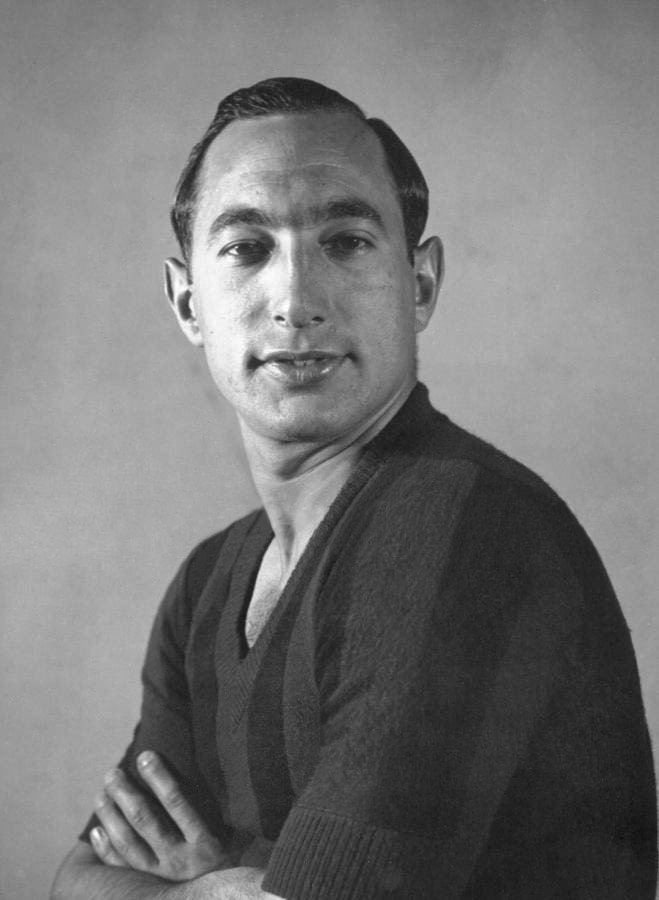
ایسیدرو لانگارا، بهترین گلزن لا لیگا ۳۴–۱۹۳۳

## تیم‌ها
| باشگاه                        | شهر        | ورزشگاه        | ظرفیت  |
| ----------------------------- | ---------- | -------------- | ------ |
| باشگاه فوتبال رئال اویدو      | ابیدو      | کارلوس تارتیره | ۱۰٫۰۰۰ |
| باشگاه آرناس گچو              | گتسو       | ایبایوندو      | ۱۵٫۵۴۰ |
| باشگاه فوتبال اتلتیک بیلبائو  | بیلبائو    | سن مامس        | ۱۷٫۶۲۸ |
| باشگاه فوتبال بارسلونا        | بارسلون    | لس کورتس       | ۲۵٫۰۰۰ |
| باشگاه فوتبال اسپانیول        | بارسلون    | سریا           | ۱۶٫۰۵۵ |
| باشگاه فوتبال راسینگ سانتاندر | سانتاندر   | ال ساردینرو    | ۱۱٫۳۰۰ |
| باشگاه فوتبال رئال مادرید     | مادرید     | چامارتین       | ۱۷٫۸۶۲ |
| باشگاه فوتبال رئال سوسیداد    | سن سباستین | آتوچا          | ۹٫۲۱۵  |
| باشگاه فوتبال رئال بتیس       | سویل       | بنیتو ویاماری  | ۱۰٫۰۰۰ |
| باشگاه فوتبال والنسیا         | والنسیا    | مستایا         | ۱۸٫۹۸۰ |

## جدول لیگ و نتایج

### جدول لیگ
| رتبه | تیم                | بازی | برد | مساوی | باخت | گل زده | گل خورده | گل تفاضل | امتیاز |
| ---- | ------------------ | ---- | --- | ----- | ---- | ------ | -------- | -------- | ------ |
| ۱    | اتلتیک بیلبائو (C) | ۱۸   | ۱۱  | ۲     | ۵    | ۶۱     | ۲۷       | ۳۴+      | ۲۴     |
| ۲    | رئال مادرید        | ۱۸   | ۱۰  | ۲     | ۶    | ۴۱     | ۲۹       | ۱۲+      | ۲۲     |
| ۳    | راسینگ سانتاندر    | ۱۸   | ۹   | ۱     | ۸    | ۳۸     | ۳۹       | ۱−       | ۱۹     |
| ۴    | رئال بتیس          | ۱۸   | ۹   | ۱     | ۸    | ۲۹     | ۳۶       | ۷−       | ۱۹     |
| ۵    | رئال سوسیداد       | ۱۸   | ۷   | ۴     | ۷    | ۲۹     | ۳۳       | ۴−       | ۱۸     |
| ۶    | رئال اویدو         | ۱۸   | ۸   | ۲     | ۸    | ۵۱     | ۴۵       | ۶+       | ۱۸     |
| ۷    | والنسیا            | ۱۸   | ۷   | ۳     | ۸    | ۲۸     | ۳۸       | ۱۰−      | ۱۷     |
| ۸    | اسپانیول           | ۱۸   | ۷   | ۳     | ۸    | ۴۱     | ۴۲       | ۱−       | ۱۷     |
| ۹    | بارسلونا           | ۱۸   | ۸   | ۰     | ۱۰   | ۴۲     | ۴۰       | ۲+       | ۱۶     |
| ۱۰   | آرناس              | ۱۸   | ۳   | ۴     | ۱۱   | ۱۸     | ۴۹       | ۳۱−      | ۱۰     |

1. ↑  راسینگ سانتاندر با توجه به تفاضل گل بهتر در بازی‌های رو در رو بالاتر از رئال بتیس قرار گرفت: راسینگ سانتاندر – رئال بتیس ۴–۱، رئال بتیس – راسینگ سانتاندر ۲–۱.
2. ↑  رئال سوسیداد با توجه به تفاضل گل بهتر در بازی‌های رو در رو بالاتر از رئال اویدو قرار گرفت: رئال سوسیداد – رئال اویدو ۳–۱، رئال اویدو – رئال سوسیداد ۳–۲.
3. ↑  والنسیا با توجه به امتیاز بهتر در بازی‌های رو در رو بالاتر از اسپانیول قرار گرفت: والنسیا – اسپانیول ۱–۰، اسپانیول – والنسیا ۲–۲.

### جایگاه در جدول براساس هفته
| هفته تیم        | ۱  | ۲  | ۳  | ۴  | ۵  | ۶  | ۷  | ۸  | ۹  | ۱۰ | ۱۱ | ۱۲ | ۱۳ | ۱۴ | ۱۵ | ۱۶ | ۱۷ | ۱۸ | منبع  |
| هفته تیم        |    |    |    |    |    |    |    |    |    |    |    |    |    |    |    |    |    |    | منبع  |
| --------------- | -- | -- | -- | -- | -- | -- | -- | -- | -- | -- | -- | -- | -- | -- | -- | -- | -- | -- | ----- |
| اتلتیک بیلبائو  | ۶  | ۱  | ۲  | ۲  | ۲  | ۲  | ۳  | ۱  | ۳  | ۳  | ۱  | ۱  | ۱  | ۱  | ۱  | ۱  | ۱  | ۱  | [ ۱ ] |
| رئال مادرید     | ۴  | ۲  | ۱  | ۱  | ۱  | ۱  | ۲  | ۳  | ۲  | ۲  | ۳  | ۲  | ۲  | ۲  | ۲  | ۲  | ۲  | ۲  | [ ۱ ] |
| راسینگ سانتاندر | ۸  | ۵  | ۹  | ۵  | ۷  | ۷  | ۱۰ | ۸  | ۵  | ۴  | ۵  | ۴  | ۴  | ۳  | ۴  | ۳  | ۳  | ۳  | [ ۱ ] |
| رئال بتیس       | ۳  | ۸  | ۱۰ | ۶  | ۸  | ۵  | ۴  | ۴  | ۶  | ۸  | ۹  | ۸  | ۹  | ۷  | ۵  | ۴  | ۵  | ۴  | [ ۱ ] |
| رئال سوسیداد    | ۱۰ | ۷  | ۸  | ۴  | ۴  | ۳  | ۱  | ۲  | ۱  | ۱  | ۲  | ۳  | ۳  | ۶  | ۳  | ۶  | ۴  | ۵  | [ ۱ ] |
| رئال اویدو      | ۱  | ۳  | ۴  | ۷  | ۹  | ۶  | ۷  | ۵  | ۸  | ۹  | ۷  | ۹  | ۶  | ۵  | ۷  | ۵  | ۷  | ۶  | [ ۱ ] |
| والنسیا         | ۷  | ۹  | ۵  | ۸  | ۵  | ۸  | ۵  | ۷  | ۴  | ۷  | ۶  | ۷  | ۵  | ۸  | ۶  | ۷  | ۶  | ۷  | [ ۱ ] |
| اسپانیول        | ۲  | ۶  | ۳  | ۳  | ۳  | ۴  | ۸  | ۶  | ۹  | ۶  | ۴  | ۶  | ۸  | ۹  | ۹  | ۹  | ۹  | ۸  | [ ۱ ] |
| بارسلونا        | ۹  | ۴  | ۷  | ۱۰ | ۱۰ | ۱۰ | ۶  | ۹  | ۷  | ۵  | ۸  | ۵  | ۷  | ۴  | ۸  | ۱۰ | ۸  | ۹  | [ ۱ ] |
| آرناس           | ۵  | ۱۰ | ۶  | ۹  | ۶  | ۹  | ۹  | ۱۰ | ۱۰ | ۱۰ | ۱۰ | ۱۰ | ۱۰ | ۱۰ | ۱۰ | ۱۰ | ۱۰ | ۱۰ | [ ۱ ] |

### نتایج
| میزبان / مهمان  | آرناس | اتلتیک بیلبائو | بارسلونا | رئال بتیس | رئال سوسیداد | اسپانیول | رئال مادرید | رئال اویدو | راسینگ سانتاندر | والنسیا | منبع         |
| --------------- | ----- | -------------- | -------- | --------- | ------------ | -------- | ----------- | ---------- | --------------- | ------- | ------------ |
| آرناس           | —     | ۲–۰            | ۳–۱      | ۰–۱       | ۰–۰          | ۱–۲      | ۳–۳         | ۱–۱        | ۲–۱             | ۱–۲     | BDFútbol.com |
| اتلتیک بیلبائو  | ۹–۰   | —              | ۶–۱      | ۵–۰       | ۲–۱          | ۵–۰      | ۵–۱         | ۶–۲        | ۳–۱             | ۶–۲     | BDFútbol.com |
| بارسلونا        | ۴–۰   | ۲–۱            | —        | ۵–۱       | ۴–۰          | ۵–۰      | ۱–۲         | ۲–۰        | ۶–۳             | ۵–۲     | BDFútbol.com |
| رئال بتیس       | ۲–۰   | ۱–۳            | ۱–۰      | —         | ۱–۱          | ۳–۱      | ۲–۱         | ۴–۲        | ۲–۱             | ۲–۱     | BDFútbol.com |
| رئال سوسیداد    | ۴–۱   | ۳–۰            | ۲–۰      | ۳–۲       | —            | ۳–۳      | ۰–۳         | ۳–۱        | ۲–۱             | ۳–۱     | BDFútbol.com |
| اسپانیول        | ۶–۲   | ۱–۴            | ۳–۲      | ۳–۱       | ۴–۰          | —        | ۲–۲         | ۵–۲        | ۵–۰             | ۲–۲     | BDFútbol.com |
| رئال مادرید     | ۲–۱   | ۳–۰            | ۴–۰      | ۰–۱       | ۲–۰          | ۳–۲      | —           | ۵–۱        | ۱–۰             | ۳–۲     | BDFútbol.com |
| رئال اویدو      | ۷–۰   | ۲–۲            | ۷–۳      | ۴–۳       | ۳–۲          | ۳–۱      | ۳–۲         | —          | ۳–۱             | ۷–۰     | BDFútbol.com |
| راسینگ سانتاندر | ۴–۱   | ۳–۲            | ۳–۱      | ۴–۱       | ۱–۱          | ۳–۱      | ۴–۳         | ۴–۳        | —               | ۲–۱     | BDFútbol.com |
| والنسیا         | ۰–۰   | ۲–۲            | ۲–۰      | ۲–۱       | ۴–۱          | ۱–۰      | ۲–۱         | ۱–۰        | ۱–۲             | —       | BDFútbol.com |

## آمار فصل

### گلزنان برتر[۲]
| رتبه | بازیکن             | تیم            | گل |
| ---- | ------------------ | -------------- | -- |
| ۱    | ایسیدرو لانگارا    | رئال اویدو     | ۲۶ |
| ۲    | فرانسیسکو ایریوندو | اسپانیول       | ۱۸ |
| ۳    | خوسه ایراراگوری    | اتلتیک بیلبائو | ۱۷ |
| ۴    | باتا               | اتلتیک بیلبائو | ۱۴ |
| ۴    | گی‌یرمو گوروستیزا   | اتلتیک بیلبائو | ۱۴ |
| ۶    | مارتو ونتولرا      | بارسلونا       | ۱۳ |
| ۷    | لوییس رگویرو       | رئال مادرید    | ۱۲ |
| ۸    | سیمون لکو          | رئال بتیس      | ۱۱ |
| ۸    | ویکتوریو اونامونو  | رئال بتیس      | ۱۱ |
| ۸    | هرریتا             | رئال اویدو     | ۱۱ |

| گلزنان                     | گل | تیم            |
| -------------------------- | -- | -------------- |
| ایسیدرو لانگارا            | ۲۷ | رئال اویدو     |
| فرانسیسکو ایریوندو اوروزکو | ۱۸ | اسپانیول       |
| خوسه ایراراگوری            | ۱۷ | اتلتیک بیلبائو |